# Свенска серієн з хокею 1939—1940
 Свенска серієн: 1939—1940 — 5-й сезон у «Свенска серієн», що була на той час найвищою за рівнем клубною лігою у шведському хокеї з шайбою.
У чемпіонаті взяли участь 8 клубів. Турнір проходив у два кола.
Переможцем змагань став клуб «Гаммарбю» ІФ (Стокгольм).

## Турнірна таблиця
|   | Команда                    | І  | В  | Н | П | Ш       | О  |
| - | -------------------------- | -- | -- | - | - | ------- | -- |
| 1 | «Гаммарбю» ІФ (Стокгольм)  | 14 | 10 | 3 | 1 | 47 - 13 | 23 |
| 2 | АІК Стокгольм              | 14 | 9  | 3 | 2 | 50 - 16 | 21 |
| 3 | ІК «Йота» (Стокгольм)      | 14 | 7  | 4 | 3 | 27 - 17 | 18 |
| 4 | Седертельє СК              | 14 | 6  | 1 | 7 | 20 - 25 | 13 |
| 5 | «Карлбергс» БК (Стокгольм) | 14 | 5  | 1 | 8 | 30 – 39 | 11 |
| 6 | ІК «Стуре» (Стокгольм)     | 14 | 4  | 3 | 7 | 23 - 27 | 11 |
| 7 | Нака СК                    | 14 | 3  | 2 | 9 | 25 - 49 | 8  |
| 8 | Седертельє ІФ              | 14 | 2  | 3 | 9 | 12 – 39 | 7  |